# Coleraine (Minnesota)
Coleraine – miasto w Stanach Zjednoczonych, w stanie Minnesota, w hrabstwie Itasca.